# Miquelia philippinensis
Miquelia philippinensis är en tvåhjärtbladig växtart som beskrevs av Elmer Drew Merrill. Miquelia philippinensis ingår i släktet Miquelia och familjen Icacinaceae. Inga underarter finns listade i Catalogue of Life.